# Volvo B59-55/Jonckheere type standard 3 SNCV
Ne doit pas être confondu avec Volvo B59-55/Jonckheere type standard 4 SNCV.
Le Volvo B59-55/Jonckheere type standard 3 SNCV est un autobus produit par Volvo et Jonckheere pour la Société nationale des chemins de fer vicinaux (SNCV).

## Caractéristiques
- Nombre produits : 50[1] ;
- Numéros : 4325-4374[1] ;
- Construction : 1975[1] ;
- Châssis : Volvo B59-55 (empattement de 5 500 mm)[1] ;
- Carrosserie : Jonckheere, type standard 3 SNCV[1].